# Festival interceltique de Lorient 2018
Vous lisez un « bon article » labellisé en 2019.
La 48e édition du Festival interceltique de Lorient est un festival qui réunit plusieurs nations celtes du 3 au 12 août 2018 à Lorient, dans le département français du Morbihan en région Bretagne.
Le pays de Galles est la nation invitée, pour la troisième fois de l'histoire du festival, et celui-ci voit la venue du Premier ministre du pays de Galles Carwyn Jones.
Les principales têtes d'affiches de cette édition sont Yann Tiersen, Denez Prigent, Gilles Servat, ou encore Manic Street Preachers. L'avis sur la programmation est assez partagé dans les médias, considérée comme « dense » mais dans laquelle il n'y a « pas de grosse tête d'affiche qui claque ». Les médias relèvent par ailleurs la faible affluence de certains concerts, notamment celui de Manic Street Preachers pourtant tête d'affiche. Les prestations de certains groupes comme Rhiannon Giddens ou Hat Fitz & Cara sont, quant à elles, mises en avant. Plusieurs infrastructures du centre-ville de Lorient telles que le stade du Moustoir et le théâtre de Lorient sont utilisées pendant cet évènement tandis que des installations temporaires sont aussi montées pour les besoins du festival.
La fréquentation est estimée à environ 750 000 festivaliers, et la diffusion du grand spectacle du Festival interceltique de Lorient à la télévision enregistre 2 302 000 téléspectateurs. Au niveau de la sécurité, le bilan s'avère positif avec globalement peu d'incidents notables et de faits de violence, et un budget d'environ 830 000 € alloués par le festival, la ville de Lorient et le ministère de la Culture. Les retombées économiques pour le pays de Lorient sont estimées à plus de 23 millions d'euros. Le festival enregistre à l'occasion son quatrième exercice positif consécutif, ce qui lui permet de nouveau de disposer de fonds propres.

## Préparation

### Pays invité

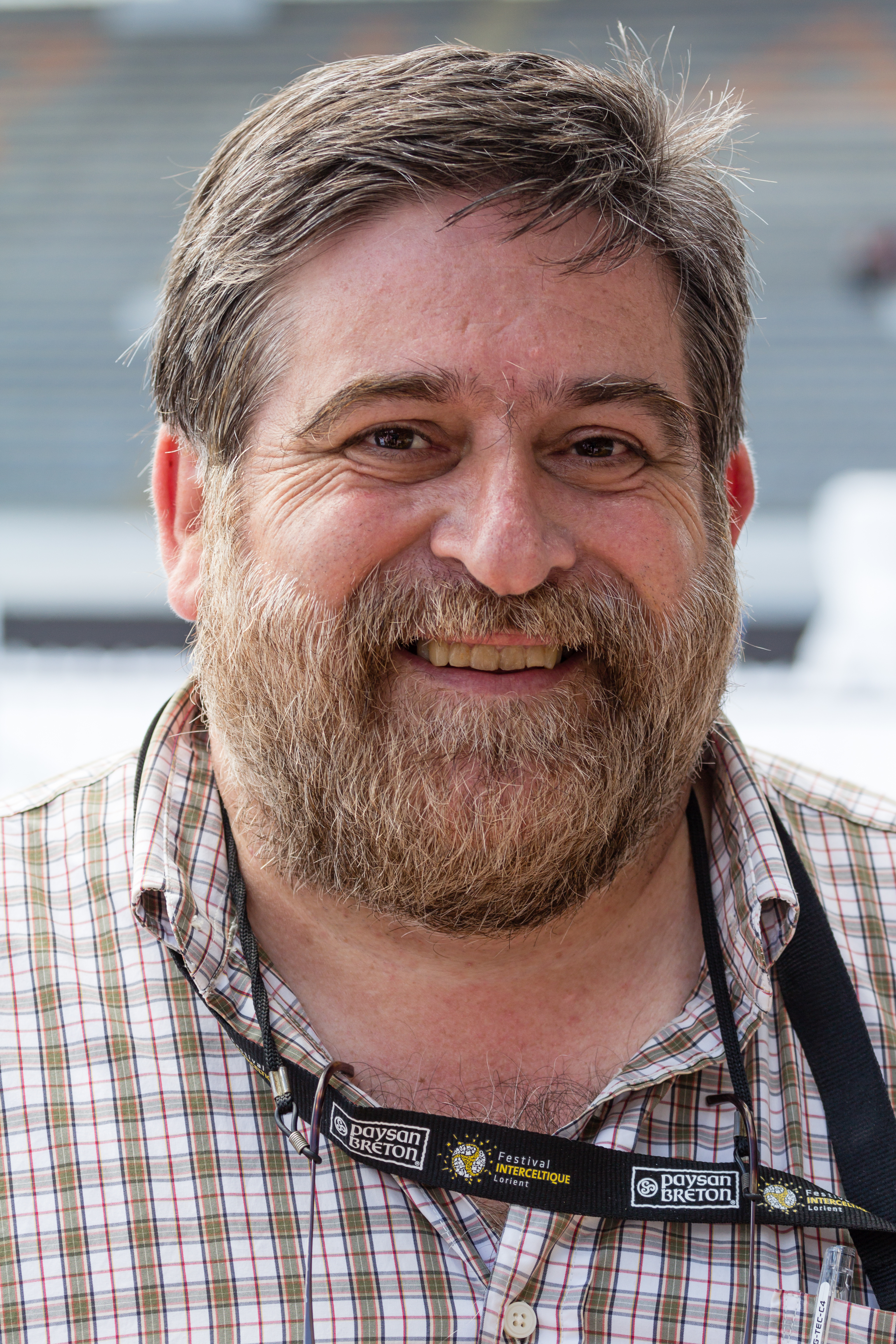
Lisardo Lombardía, directeur du festival depuis 2007.

L'annonce du pays invité pour l'édition 2018 a lieu le 8 août 2017, lors de l'édition 2017. Le pays de Galles est alors annoncé pour la première fois depuis 2008, et pour la troisième fois depuis le début du festival. La délégation galloise, dont Antwn Owen Hicks en est le président, est composée pour l'occasion de 160 à 180 personnes et de 21 groupes, alors qu'il s'agit traditionnellement d'un petit pavillon avec une dizaine d'artistes.
Un visuel reprenant des codes culturels de cette nation est dévoilé le 19 janvier 2018. La figure du dragon de couleur rouge symbole du pays de Galles est associé à celui du harpiste, jouant de la harpe triple. Le fond vert complète le jeu de couleurs associé à ce pays. Ceux-ci sont censés « suggérer ainsi la poésie galloise, sa tradition de transmission orale, ses bardes, etc » selon Lisardo Lombardía, directeur du festival interceltique depuis 2007.
Ce dernier lance une invitation fin juillet 2018 au cycliste gallois Geraint Thomas qui vient alors de remporter le Tour de France, lui proposant de « venir boire une bonne bière à Lorient, fêter sa victoire au pavillon officiel du Pays de Galles et entonner l’hymne de son pays ».

### Programmation
Le pays de Galles est célébré autour du thème « Terres d'Arthur, chants des bardes et mémoire des ancêtres ». Selon Lisardo Lombardía, c'est la plus importante délégation de l'histoire du festival pour ce pays qui a « connu une importante évolution artistique » depuis sa participation en 2008. La Bretagne, l'Acadie, les Asturies, les Cornouailles, l'Écosse, la Galice, l'Île de Man et l'Irlande sont les autres nations celtes présentes.
La programmation est annoncée le 3 avril 2018 au théâtre de Lorient. Selon Le Télégramme, il n'y a « pas de grosse tête d'affiche qui claque ». De son côté, le magazine Rolling Stone estime qu'il s'agit d'une programmation « dense » et que « le charme de l'évènement réside dans son mélange de sons et d'ambiances ». Il estime également que « tout est rassemblé pour faire plaisir aux amateurs de l'univers celte et à ceux qui souhaiteraient juste passer un moment en très bonne compagnie ».
Parmi les têtes d'affiches bretonnes, Yann Tiersen (dont la dernière apparition remontait à 2005), Nolwenn Korbell, Gilles Servat, Alan Stivell, Denez Prigent ou l'orchestre symphonique de Bretagne sont entre autres annoncés. Par ailleurs, classé dans les dix meilleurs groupes britanniques, Manic Street Preachers joue lors de la soiré de clôture du festival. D'autres artistes comme Paddy Keenan, Catrin Finch, Seckou Keita ou Rhiannon Giddens sont présents. Elephant Sessions, qui avait « enflammé le pavillon écossais » lors de l'édition précédente, est également annoncé. Pendevig, un groupe de quinze musiciens gallois issus de plusieurs autres formations et formé juste avant Noël 2017 en vue de fêter l'année du pays de Galles à Lorient, a aussi plusieurs concerts prévus.
Lisardo Lombardía déclare ainsi avoir programmé des « grands artistes internationaux, très connus chez eux », bien que moins notoires en France. Il explique aussi que « c'est là toute la difficulté de la programmation qui ne mise pas uniquement sur les grands noms du show-business. Tous les festivals programment les mêmes artistes. Cela nous pénalise mais nous légitime aussi dans notre volonté de proposer autre chose : du chant choral rajeuni, du folk alternatif et une scène pop rock des plus incisives de Grande-Bretagne ».
La 48e édition du Festival interceltique de Lorient se déroule du 3 au 12 août 2018. 60 % des manifestations qui se déroulent durant cet évènement, considéré comme « mixte et familial », sont gratuites.

Quelques artistes du Festival interceltique de Lorient 2018
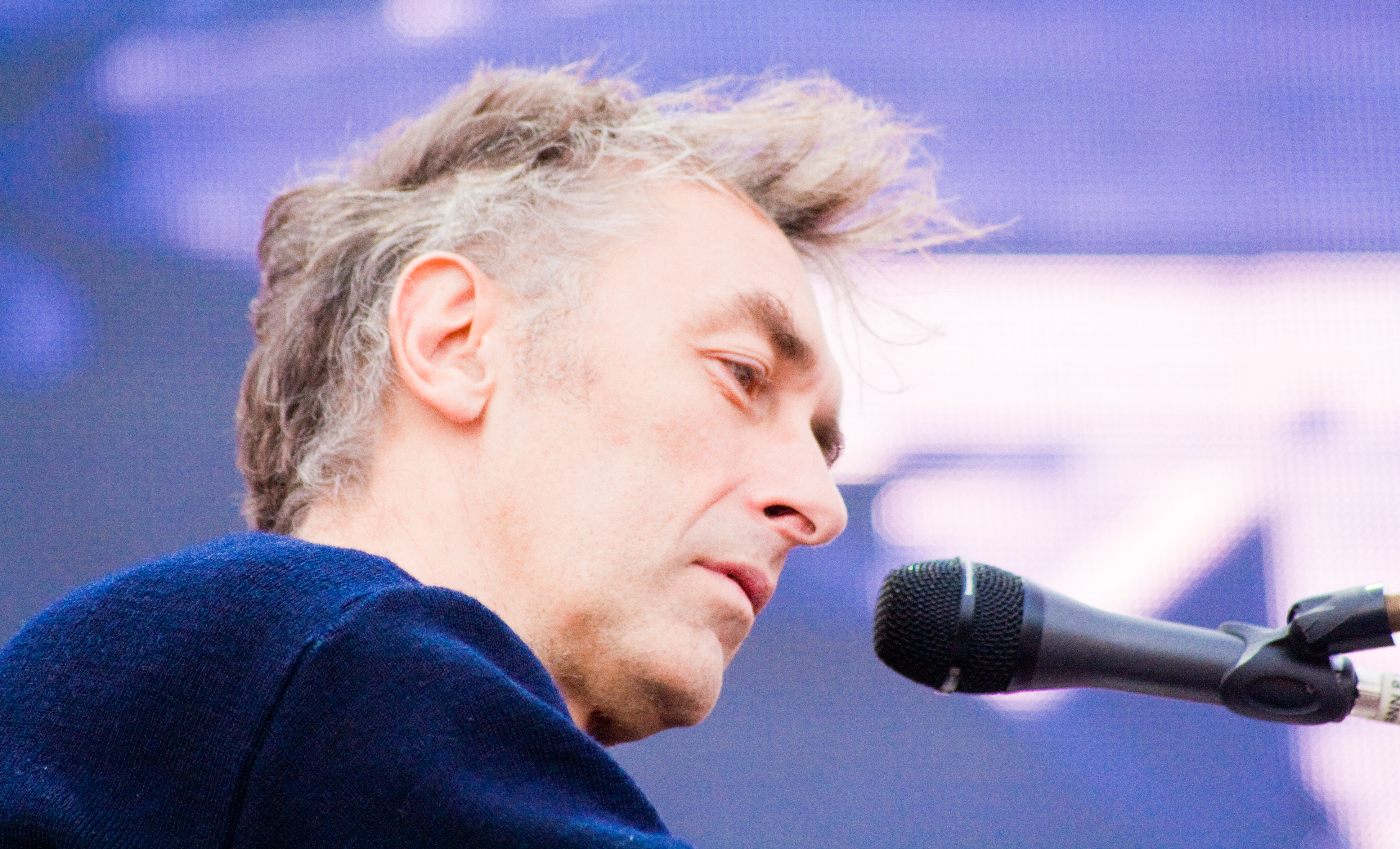
Yann Tiersen
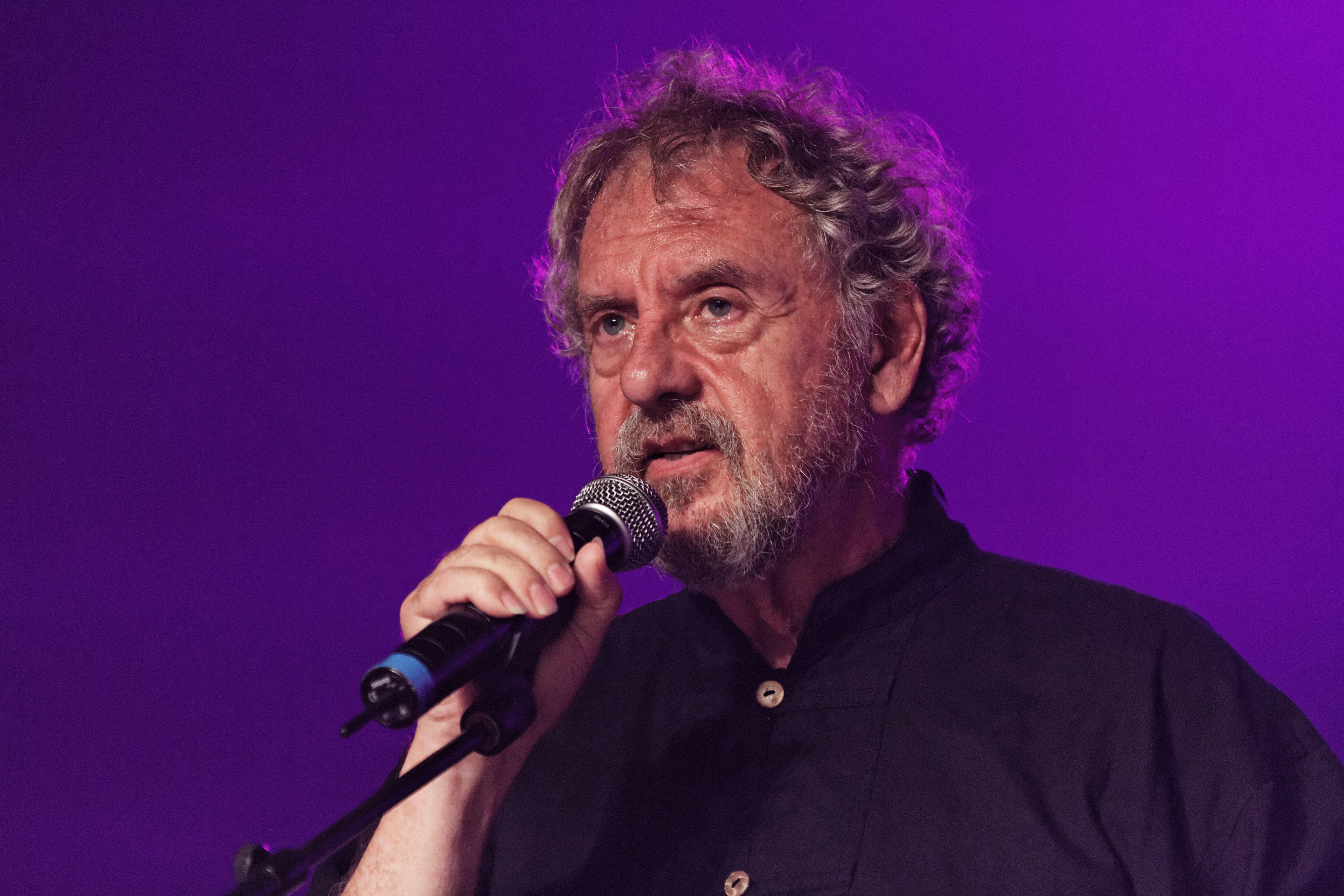
Gilles Servat
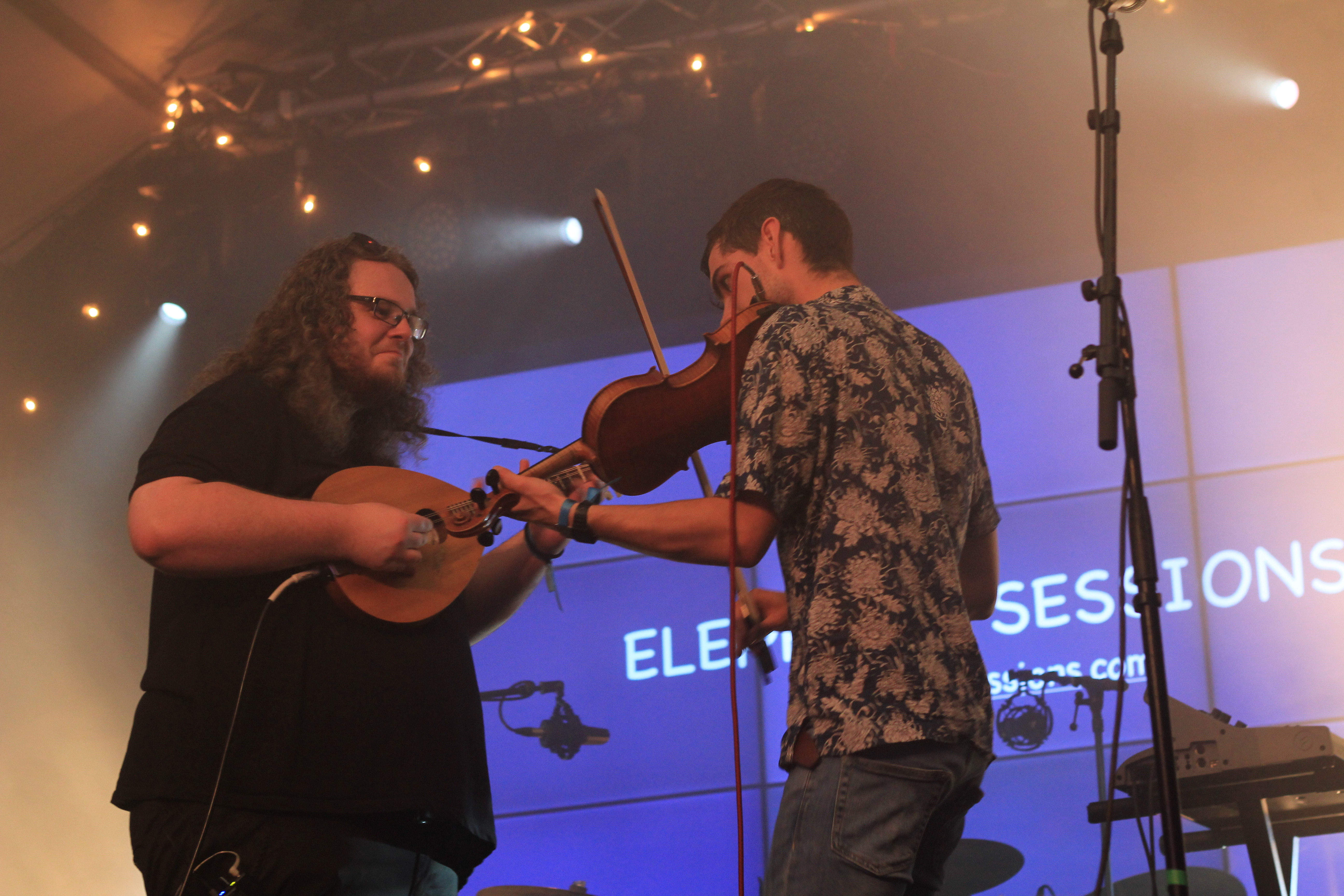
Elephant Sessions
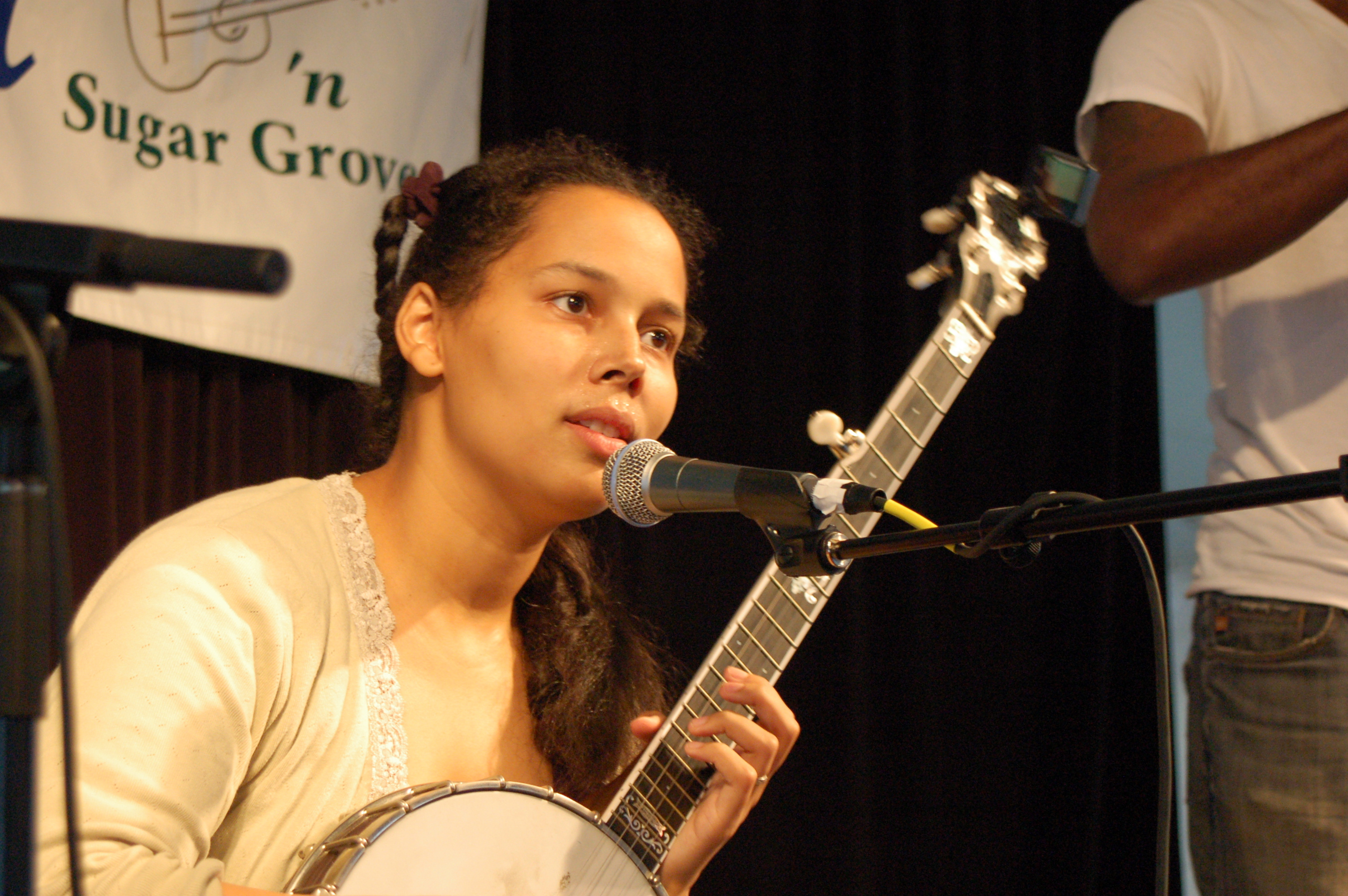
Rhiannon Giddens
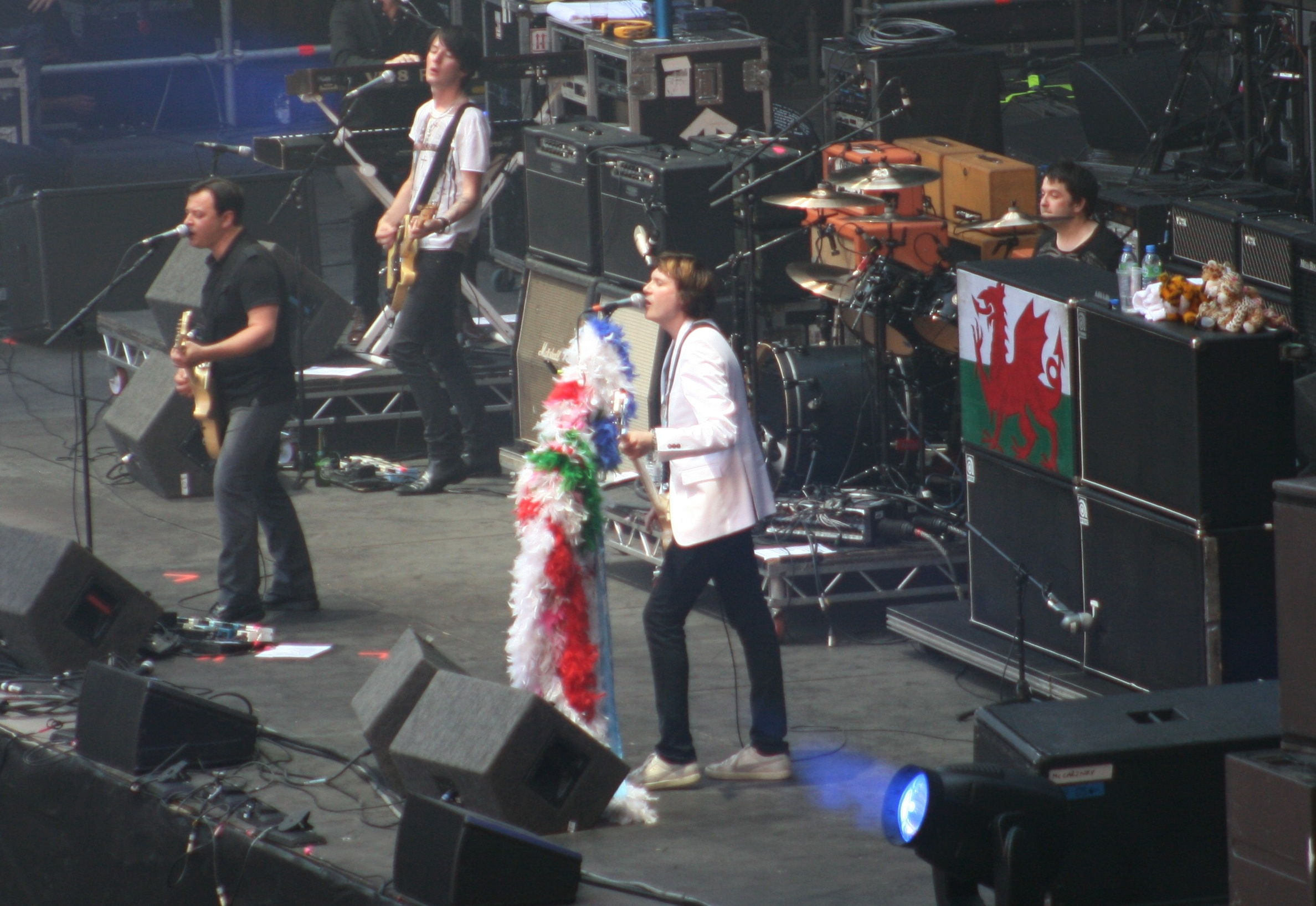
Manic Street Preachers

### Site et infrastructures
Le site du festival s'étend du stade du Moustoir jusqu'au quai des Indes. Plusieurs infrastructures du centre-ville de Lorient sont utilisées pendant cet évènement. Ainsi, à l'est du site, des spectacles sont quotidiennement organisés au stade du Moustoir et au Théâtre de Lorient. Au centre du dispositif, le palais des congrès reçoit des spectacles, des expositions et la plupart des services du festival (point accueil, cellule de presse…). À l'ouest, la salle Carnot reçoit des activités liées à la danse (initiations, fest-noz…) tandis que l'hôtel Gabriel et ses jardins accueillent des expositions et des activités ponctuelles. Par ailleurs, des installations temporaires sont montées pour les besoins du festival, dont les pavillons des nations celtes sur les côtés du palais des congrès et le long des quais du bassin à flot, ainsi que l'espace Marine en face de l'hôtel Gabriel.
À la suite du réaménagement urbain de Lorient, de nouvelles implantations voient le jour. Avec l'objectif final de changer le visage du site en 2020, Bruno Jaouen, vice-président du festival, explique vouloir « tenir compte de l'évolution de l'environnement urbain tout en renforçant l'esprit Interceltique au cœur du festival. Ça fait partie d'un travail artistique et culturel ». Ainsi, en juillet, le miroir d'eau situé sur la place Jules-Ferry a été asséché avant d'être recouvert par des bâches en plastique de protection afin d'y installer les pavillons de l'Acadie, de la Galice, de l'Écosse et du pays de Galles constituant la place des Pays Celtes. Cette nouvelle place, située derrière le palais des congrès, remplace ainsi l'ancien Village celte. Il y a désormais deux espaces principaux de restauration avec le Village celte dorénavant implanté au Breizh Stade à côté du stade du Moustoir et la Terrasse Bleue sur le quai des Pays Celtes. De plus, des stands de crêpes, d'huîtres et divers produits sont montés au niveau de l'allée interceltique, du quai des Indes ou encore du quai de la Bretagne. Par ailleurs, quatre arches, hautes de 6 m et mesurant entre 7 m et 14 m de long sont installées afin de faciliter l'orientation pendant le festival à l'entrée du quai des Indes, de la place des Pays Celtes, de l'allée Interceltique et du Breizh Stade. 176 postes de sanitaires et douches autonomes sont mis en place par la société W-C Loc sur le site.
Par ailleurs, grâce à l'association « Le Cœur à marée haute », des concerts ont lieu tous les jours, le temps des festivités, dans les établissements d'hébergement pour personnes âgées dépendantes et les hôpitaux comme celui du Scorff. Enfin, des évènements sont aussi organisés dans d'autres villes de la communauté d'agglomération Lorient Agglomération. Ainsi, les villes de Port-Louis et de Lanester accueillent des défilés et des concerts durant le festival interceltique,.
La CeltiCash et le badge de soutien sont aussi proposés. 40 000 cartes Celticash, sorte de carte bancaire gratuite à l'effigie du festival qu'il faut approvisionner et permettant de payer des repas, des boissons et des produits dérivés à la boutique du festival, sont éditées. Quant au badge de soutien vendu 5 € et valable durant les dix jours de l'évènement, il donne accès dès 19 h à des « lieux qui sont au cœur du festival » : le quai de Bretagne, les pavillons des nations celtes et la place des pays celtes. Il permet également d'assister aux conférences au palais des congrès, à la salle Carnot et à certaines zones autour du stade du Moustoir.

Quelques sites du Festival interceltique de Lorient 2018
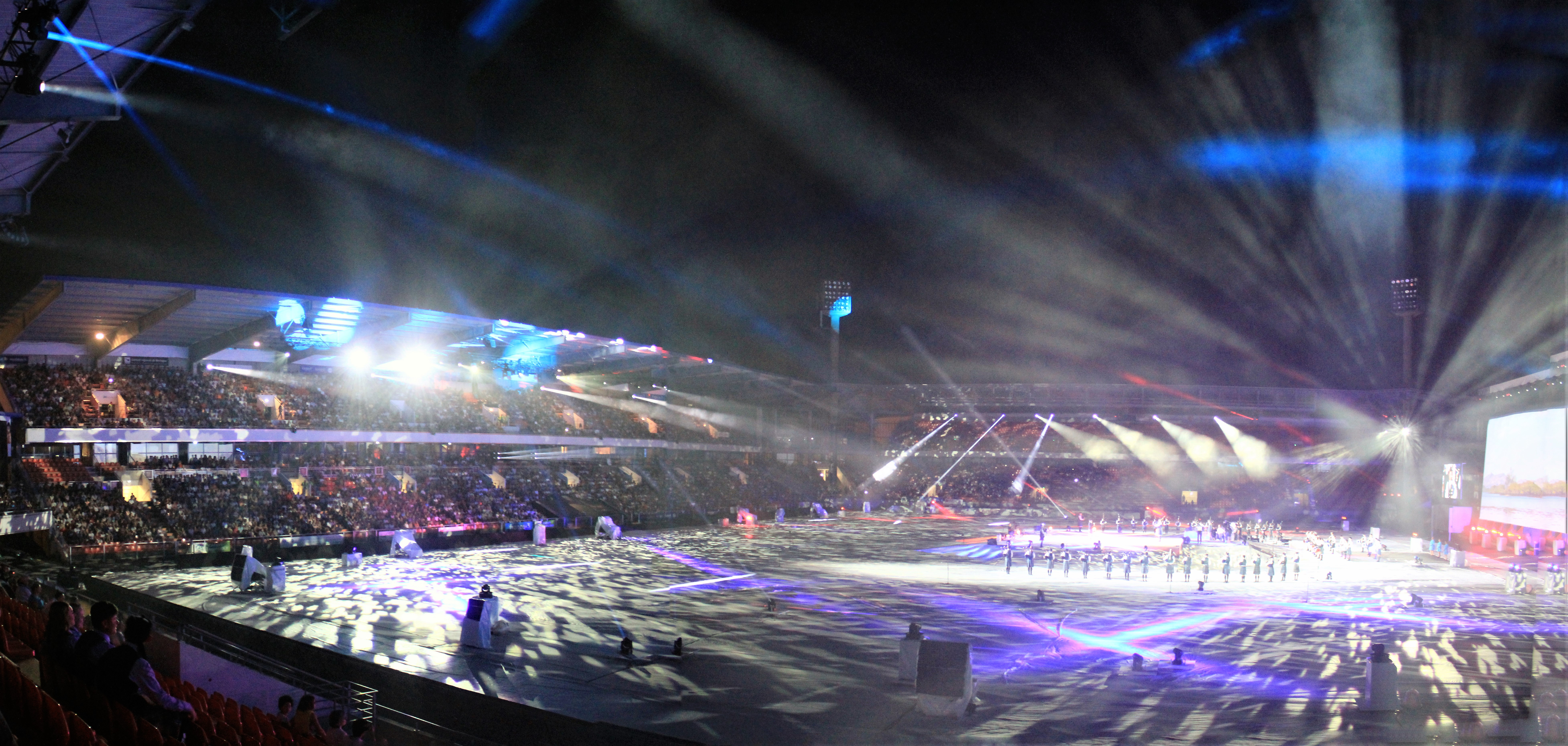
Stade du Moustoir.
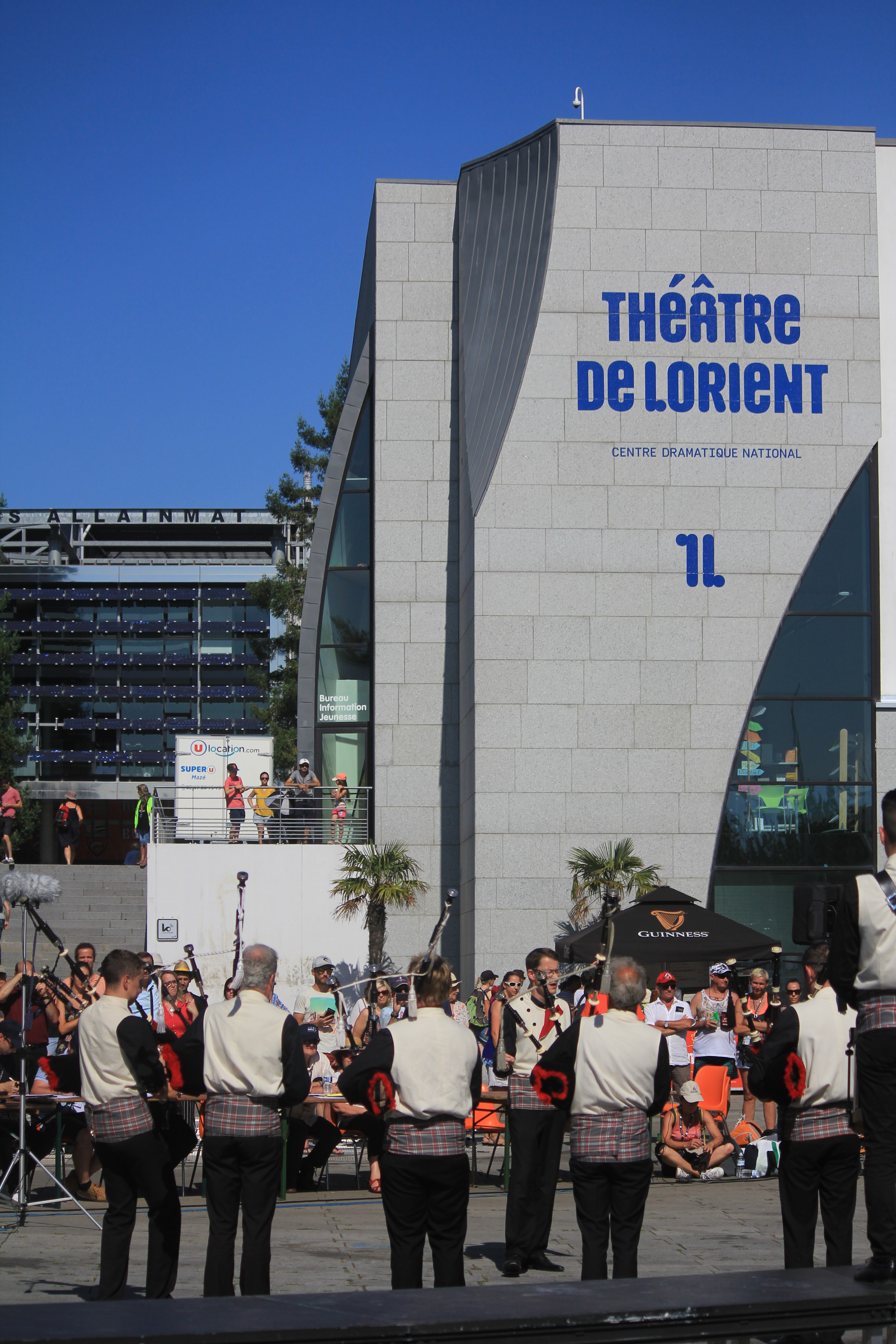
Théâtre de Lorient.
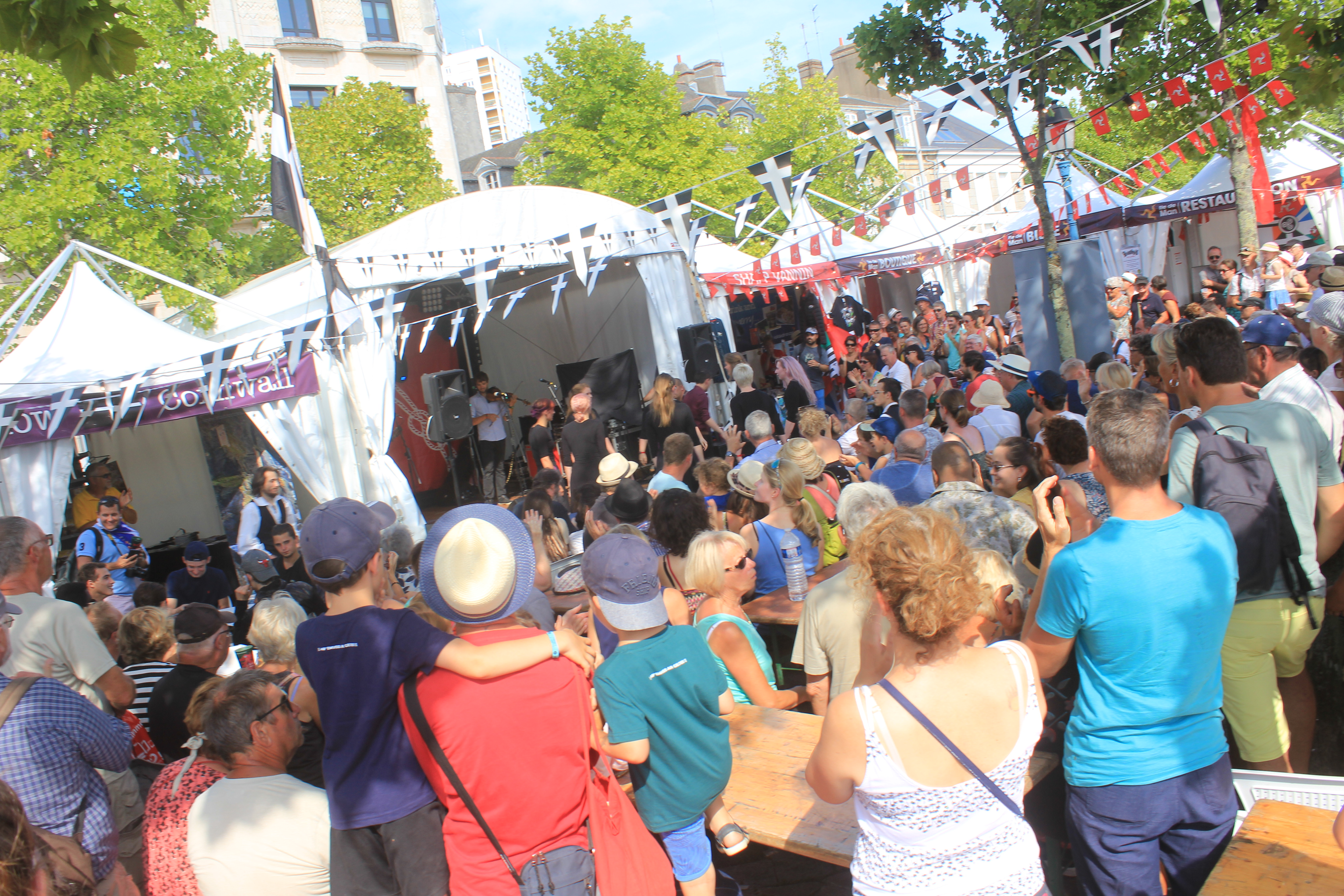
Quai des Pays Celtes.
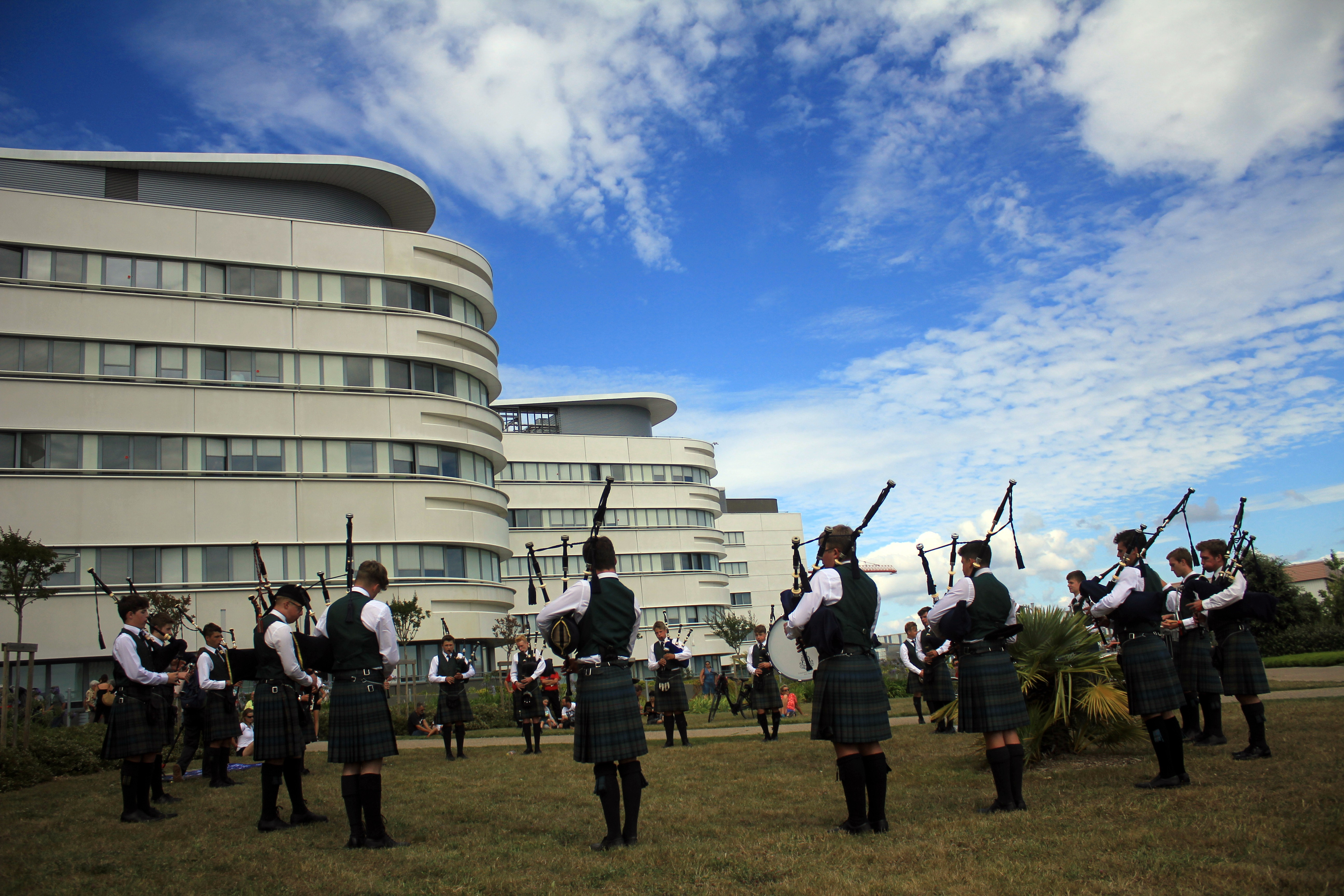
Hôpital du Scorff.

### Données financières
Le festival est tributaire d'un passif de 580 000 € hérité de l'édition de 2014. Un plan d'économie visant un comblement de 120 000 € par édition du festival est alors mis en place, devant être suivi jusqu'en 2020. Une politique de réduction des coûts est ainsi engagée. Avec un résultat positif de 166 668 € pour l'édition 2017 et un passif ramené à 228 554 €, Lisardo Lombardía se montre optimiste pour cette nouvelle édition, déclarant pouvoir respecter les échéances sur le plan financier, les derniers exercices ayant été bénéficiaires.
Au niveau des huit pavillons implantés durant le festival, les budgets, dont une partie est redistribuée dans l'économie locale, sont disparates. Par exemple, pour cette édition, celui de l'Acadie, qui « semble être le mastodonte du festival », dispose d'un budget de 200 000 euros, dont un quart est alloué au transport. Ceux de l'Écosse (invité d'honneur de la précédente édition) et de la Galice (invité de la prochaine) se voient allouer respectivement environ 40 000 euros et 70 000 euros.
Le festival affecte un budget de 200 000 € pour le logement de 1 700 personnes. Ainsi, des lycées pour 640 personnes, 18 hôtels (220 chambres), 62 studios de la cité universitaire, 20 logements Agora Service, une quinzaine de locations privées chez les particuliers pour 45 personnes et le centre culturel Amzer Nevez avec 60 lits sont mis à disposition pour héberger les artistes, bénévoles et techniciens.

### Sécurité
À la suite de l'attentat du 14 juillet 2016 à Nice, le festival avait décidé d'augmenter son budget alloué à la sécurité pour l'édition 2017, en attribuant non plus 4,5 % mais 8 % de son budget global de six millions d'euros, soit 430 000 €,. De plus, près de 1 300 personnes avaient été mobilisées pour assurer la sécurité.
En 2018, le préfet Raymond Le Deun rappelle que « la menace terroriste existe toujours » et que « des mesures doivent être prises quand 750 000 personnes se rassemblent, avec, à certains moments, de fortes concentrations ». Comme en 2017, le festival alloue à la sécurité un peu plus de 8 % de son budget global, soit 500 000 €, et la ville de Lorient environ 300 000 €. Afin d'aider au financement de la sécurité, le ministère de la Culture verse une subvention de 30 000 € au festival, contre 60 000 € demandés. Plus de 1 200 personnes sont mobilisées, comprenant notamment entre 230 et 250 policiers (CRS et effectifs spécialisés dans les risques terroristes compris), 170 sapeurs-pompiers, soixante gendarmes dédiés jour et nuit à la gestion des flux aux abords de Lorient et une trentaine de militaires de l'armée de Terre de la force Sentinelle. Le parc central Jules-Ferry et ses abords sont accessibles via treize points de contrôle et douze autres sont prévus pour accéder à la Grande parade.

## Déroulé

### Couverture médiatique

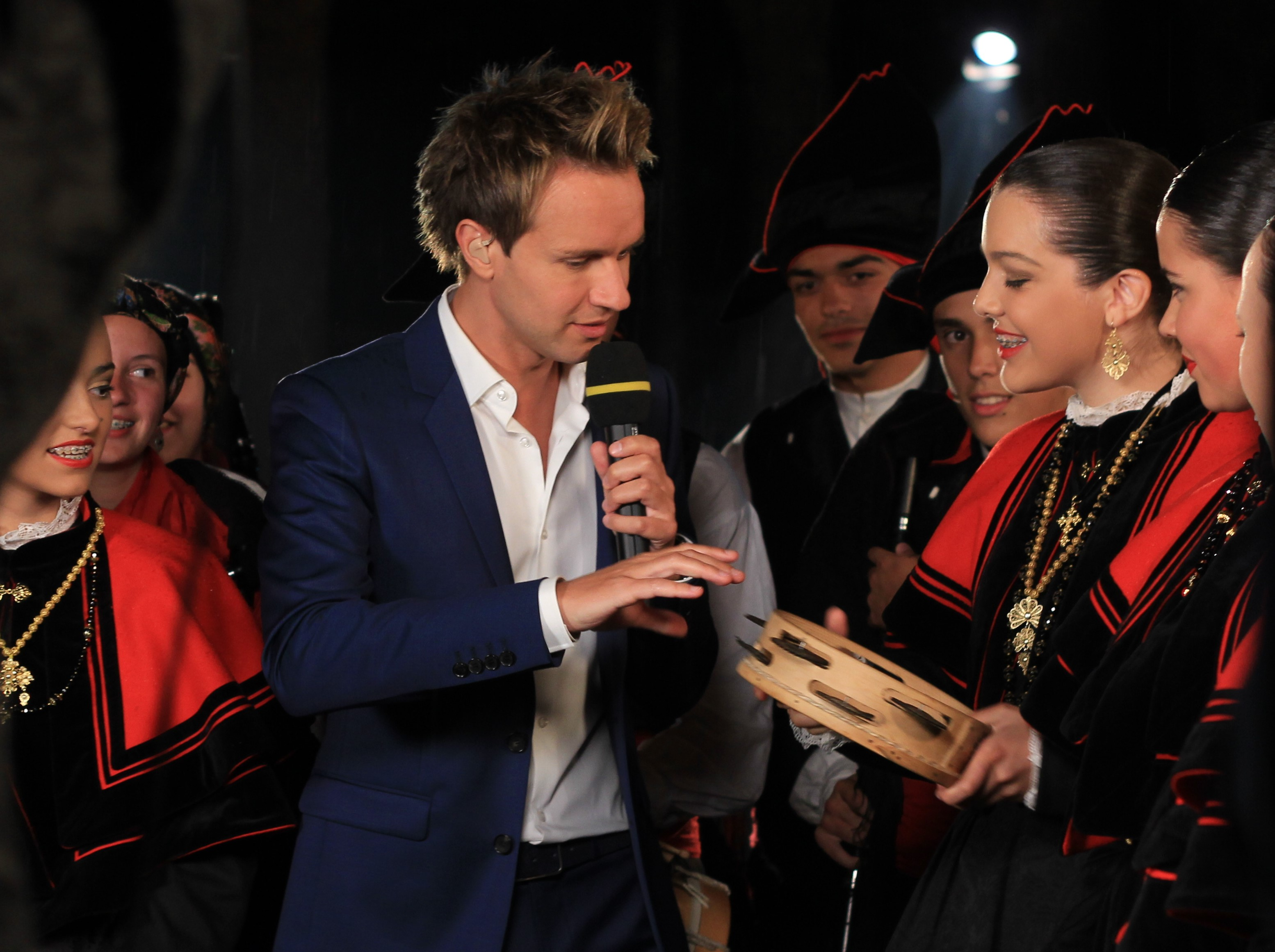
Cyril Féraud lors du festival.

Le festival interceltique attire de nombreux médias étrangers tels que ceux d'Allemagne, de Belgique, d'Espagne, d'Italie et de République tchèque. Les délégations des huit nations celtes sont accompagnées de quatre à cinq journalistes de leur région. De nouveaux médias étrangers couvrent l'évènement comme l'agence de presse espagnole EFE ou la radio nationale tchèque Český rozhlas. L'agence de communication culturelle Heymann Renoult Associés (HRA) explique ainsi qu'« outre la presse des nations celtes, nous démarchons de nouveaux médias internationaux potentiellement intéressés par le festival ».
D'autres médias, tels que Western Mail, la BBC Cornwall, la RTBF et la RFI hispanique, ont réalisé préalablement des interviews et des sujets sur le festival. Certains magazines spécialisés sont aussi présents, comme Songlines, un mensuel pop folk anglais.
Le 15 août 2018, la chaîne de télévision française France 3 a diffusé en première partie de soirée Le grand spectacle du Festival interceltique de Lorient, animé par Cyril Féraud, qui a attiré 2 302 000 téléspectateurs (no 2 des audiences de la soirée) avec une part de marché de 14,9 %.

### Grande parade
La « Grande parade des nations celtes » se déroule dans la matinée du 5 août. Celle-ci part du pont de Carnel, passe par l'avenue de la Marne et se termine au stade du Moustoir, pour une distance totale de 1,4 km. Elle regroupe 73 groupes de danses et de musiques venant des différentes nations celtes, pour un total de 3 500 participants. C'est l'occasion pour les artistes de jouer une prestation typique et de défiler en costumes traditionnels. Durant le spectacle, les départs entre deux formations sont espacés d'environ deux minutes et d'une distance de 30 m dans la mesure du possible. Douze commentateurs, répartis sur six pôles postés le long du parcours, mettent en paroles le défilé.
Le nombre de spectateurs assistant à la Grande parade est estimé à 70 000, dont 9 500 entrées payantes dans le stade du Moustoir.
Selon l'agence France-Presse qui recueille le témoignage positif de plusieurs spectateurs, la Grande parade est « particulièrement spectaculaire » et « électrise Lorient ». Le Télégramme considère, quant à lui, qu'elle a été « incroyable » et « inoxydable », ayant « tout balayé sur son passage » et « emportant avec elle une foule compacte et joyeuse ».
Pour permettre aux festivaliers d'assister à la Grande parade, la Compagnie de transport de la région lorientaise met un dispositif en place dont le coût est d'environ 300 000 €. Elle ouvre notamment des parkings relais dans les villes voisines de Lanester, Locmiquélic et Riantec pour relier Lorient via les lignes de bus et bateaux, et propose des horaires élargis avec des services de soirée.
La Grande parade donne lieu à une captation par France 3, commentée par Cyril Féraud et diffusée le 15 août.

### Concours
Les concours de solistes récompensent lors de cette édition Menéndez González (Trophée Mac Crimmon de gaïta), Stuart Liddell (Trophée Mac Crimmon de Highland Bagpipe), Tristan Jarry (Trophée Botuha), Stuart Liddell (Concours International de Pibroc'h), Yann-Tudi Ruaud (Kitchen Music Lancelot), Padruiig Morrison (Concours accordéon) et Klervi Rouyer (Trophée de harpe celtique Camac).
Plusieurs concours de groupes sont organisés. Le 28e « trophée Matilin an Dall » regroupe des couples de sonneurs, jugés par cinq juges au palais des congrès. Il est remporté par Lothodé/Quillay. Ils devancent Derrien/Le Sauze (2e), et Bodénès/Hamon (3e). Un prix du public est décerné à Goquet/Le Fur. Le « Trophée de musique celtique Loïc Raison » rassemble des participants sélectionnés lors de l'année par des concours qualificatifs. Ceux-ci passent tous les soirs de la semaine. Les quatre finalistes jouent le second samedi du concours. Harmonica Creams (Japon) s'impose lors de la dernière soirée. La prestation du trio de Japonais, qui jouait pour la première fois au Festival interceltique, a été appréciée du public, plus de 200 spectateurs ayant même demandé où ils pouvaient revoir le groupe durant le festival alors qu'il n'était programmé sur aucune autre scène.
Le Bagad Cap Caval gagne le Trophée International Greatness de Pipe Band dans la catégorie « Marches-Strathpeys-Reels » ainsi que le Trophée International Greatness de Batteries. Il rafle aussi l'épreuve de Lorient en première catégorie du championnat national des bagadoù 2018. Néanmoins, pour ce championnat, qui se joue normalement sur deux manches, aucun bagad ne remporte le trophée « Maout » remis habituellement au champion de Bretagne de première catégorie. En effet, lors de la première manche qui s'est jouée à Brest le 25 février 2018, au moins huit groupes sur quatorze ont joué des airs soumis à des droits d'auteur. Sonerion, la fédération des Bagadoù et des sonneurs, décide alors de faire de ces deux épreuves deux concours bien distincts et de ne fait descendre aucun bagad en deuxième catégorie tout en s'engageant sur la montée des deux groupes lauréats de la deuxième catégorie.

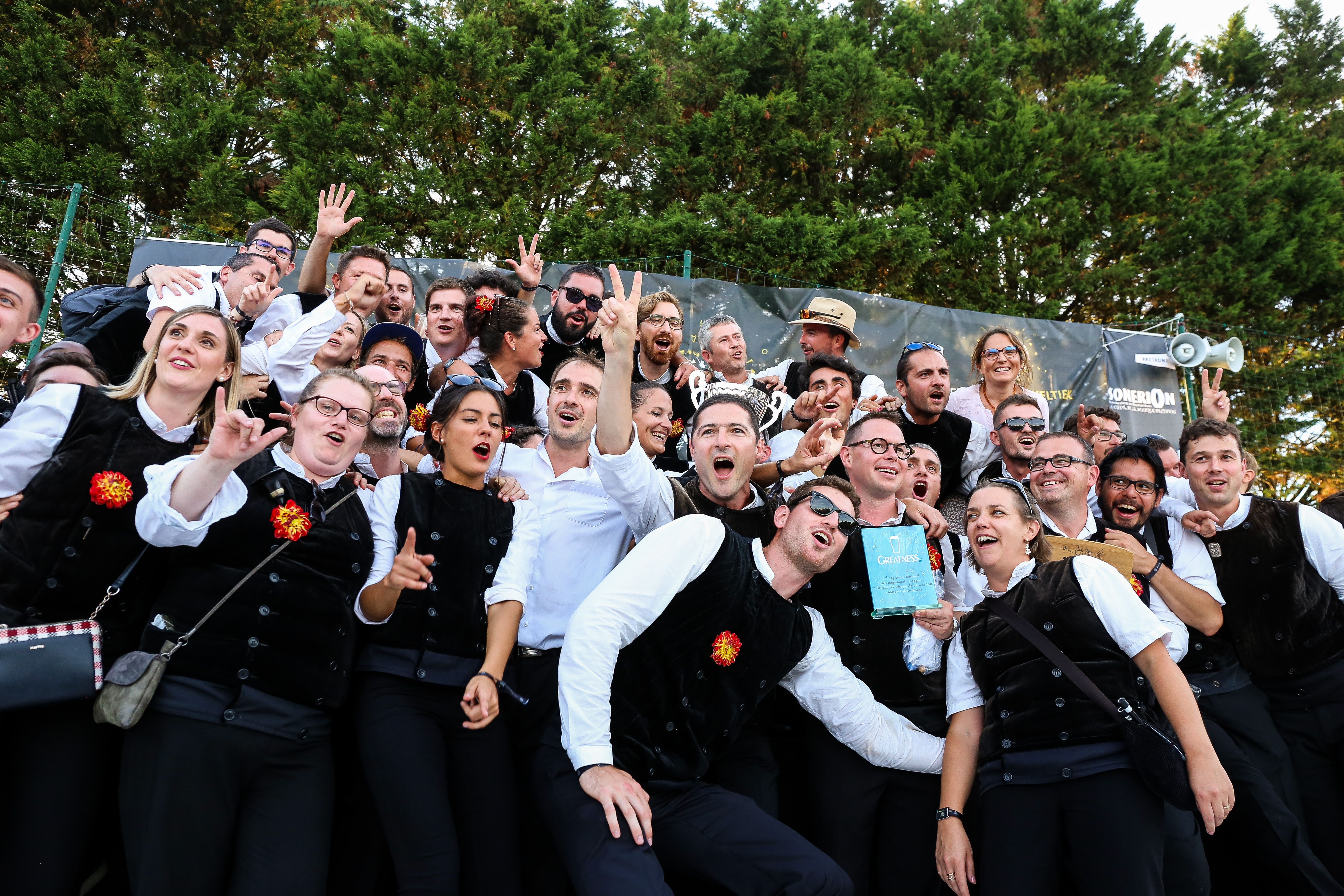
Le Bagad Cap Caval remporte les épreuves en pipe band et l'épreuve lorientaise du Championnat national des bagadoù 2018.
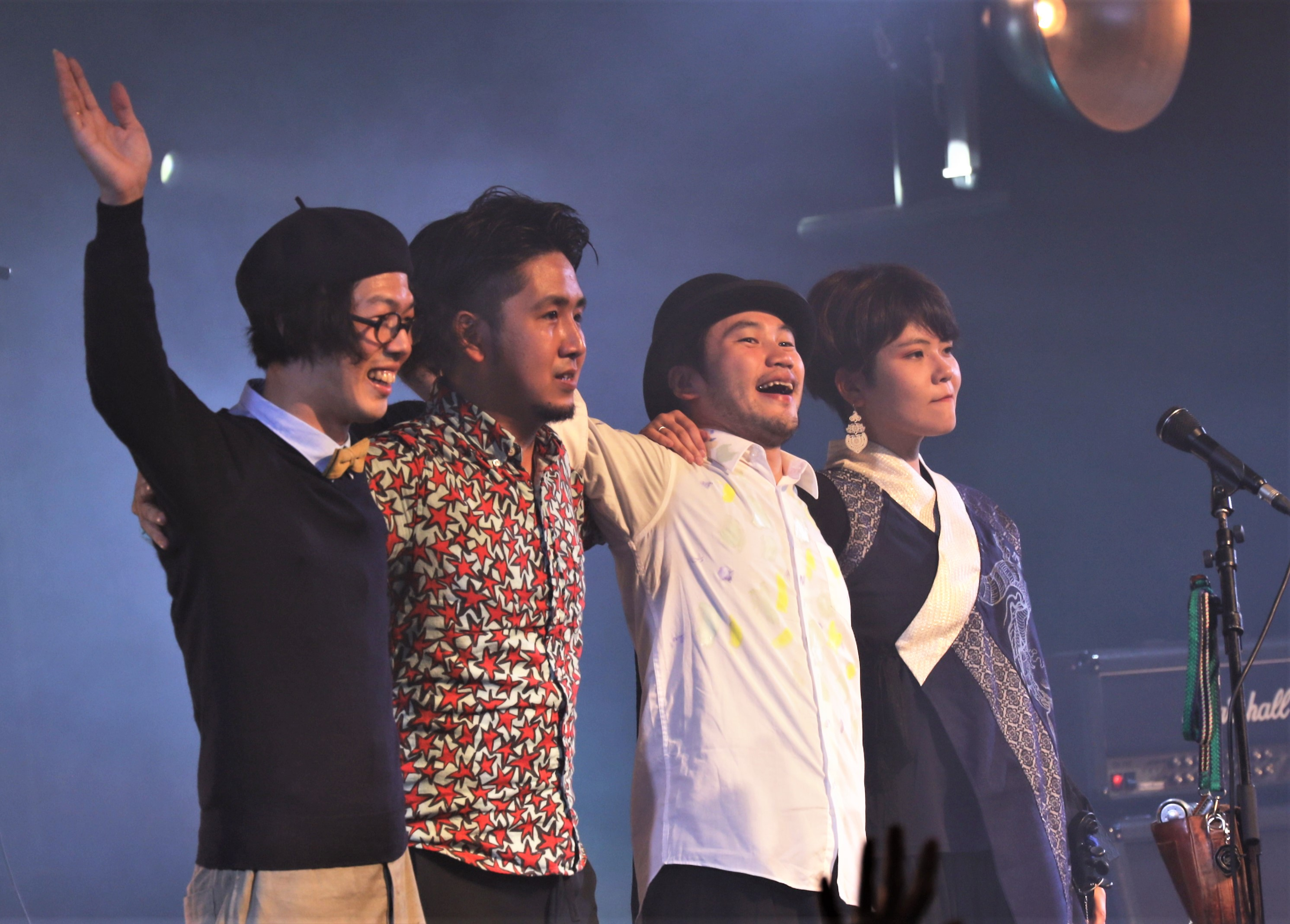
Harmonica Creams remporte le « Trophée de musique celtique Loïc Raison ».

### Concerts

#### Espace Marine

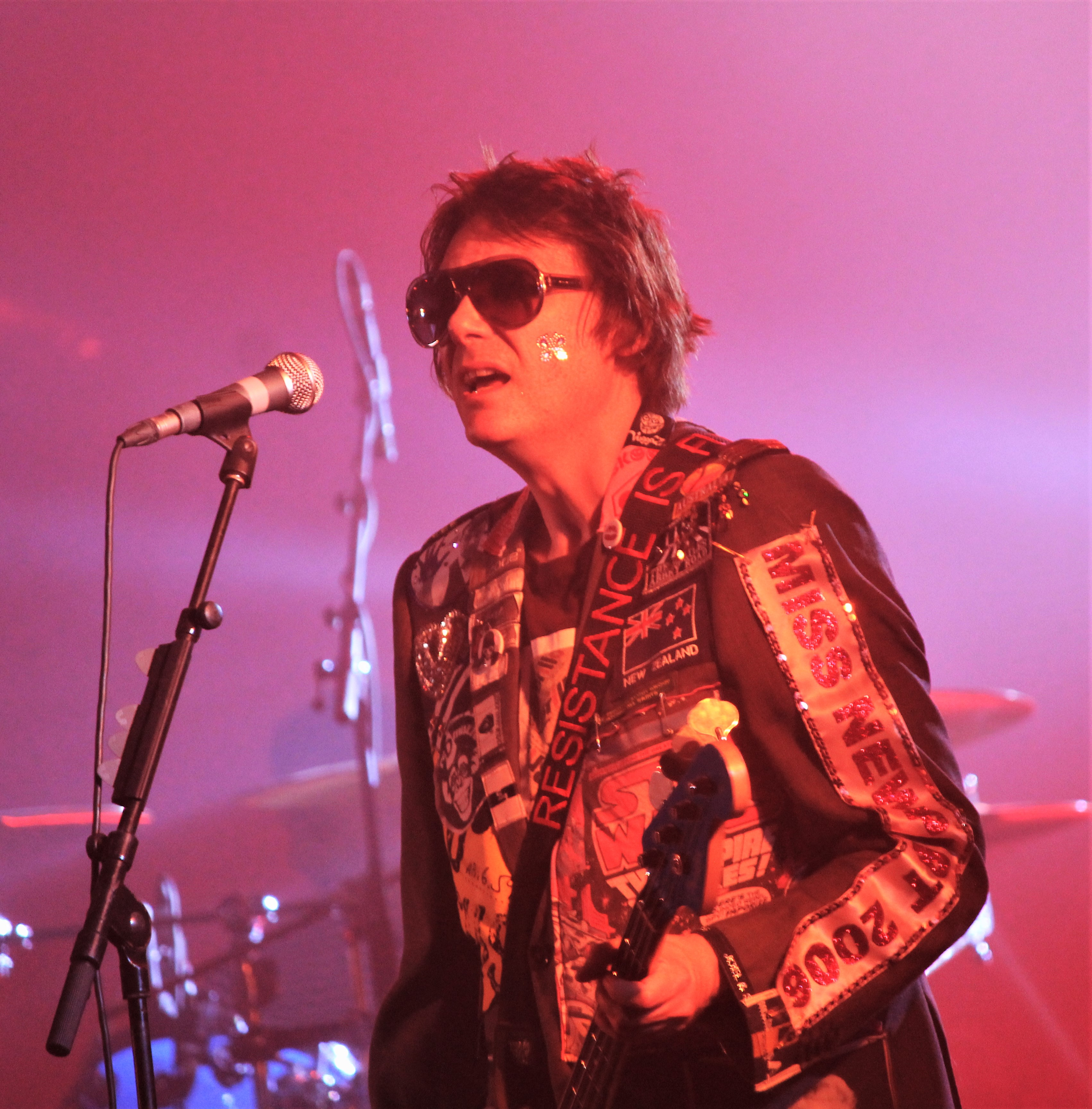
Les Manic Street Preachers pendant le festival.

L'Orchestre symphonique de Bretagne et le chef gallois Grant Llewellyn à la baguette assurent le mardi 7 août un concert en compagnie de Rhiannon Giddens. Le journal Ouest-France qualifie ce concert de « grand frisson », avec un public « tombé amoureux de la voix, du sourire, de la beauté magnétique » de la chanteuse américaine. Outside Duo, accompagné d'une quinzaine d'artistes dont le Bagad de Quimper et le guitariste Pat O'May, se produit en tant que tête d'affiche le 8 août, après plusieurs participations aux Nuits interceltiques lors d'éditions précédentes.
Le 9 août, l'espace Marine accueille trois groupes de rock trad : Elephant Sessions, Jiggy, et Hat Fitz & Cara. Ce dernier groupe est retenu par Le Télégramme comme ayant assuré une des meilleures prestations du festival ; mais ce journal pointe aussi le faible public présent ce soir-là avec 930 spectateurs pour 4 300 places maximum disponibles. Le vendredi 10, la harpiste galloise Catrin Finch et le joueur de kora sénégalais Seckou Keita présentent leur création commune, accompagnés de l’Orchestre symphonique de Bretagne et d'Alan Stivell.
Le lendemain, les Manic Street Preachers, considérés comme « le groupe phare du rock gallois » avec trente ans de carrière, terminent la série de concerts à l'Espace Marine. Selon Antwn Owen Hicks, le président de la délégation galloise, la fréquentation lors de ce concert sera un des nombreux indicateurs de la réussite de cette édition du festival interceltique. Mais, les Manic Street Preachers, bien que tête d'affiche, réalisent une contre-performance avec entre 1 000 et 1 200 places vendues.

#### Théâtre de Lorient et pavillons des nations celtes
Le théâtre de Lorient accueille plusieurs créations artistiques lors du festival. La « soirée d'Ouverture du Pays de Galles » regroupe le samedi 4 août différents artistes gallois dont Calan (en), Only Boys Aloud et Pendevig,. Les quinze musiciens de ce dernier groupe, qui jouait son tout premier concert au Festival interceltique, y font « démonstration de leur énergie » selon Le Télégramme. Le concert de Gilles Servat, qui se joue le 6 août, est le premier concert à afficher complet lors de cette édition, et ce à dix jours de l'ouverture du festival. La chanteuse écossaise Julie Fowlis assure également une prestation le 9 août, lors de la soirée Femmes du monde celte. Le lendemain, le Bagad Roñsed-Mor, en collaboration avec les chanteuses et danseuses asturiennes Clara Diez Marquez et Veronica Fueyo Alcedo et la bandina Caldo y Os Rabizo, présente le spectacle « Asturianaes » qui sera aussi le spectacle de leurs 50 ans.
Au niveau du pavillon d'honneur gallois, le public répond présent aux concerts proposés avec des prestations de qualité comme celles de Calan, Nogood Boyo, Pendevig et VRï. Dans les autres pavillons, les concerts et animations proposés ont su attirer les spectateurs. Les Asturies, absentes en 2017 pour raisons financières, réussissent leur retour au festival. Néanmoins, les Écossais, qui étaient les invités d'honneur l'année précédente, offrent un pavillon avec trop peu d'ambiance et trop peu de monde d'après Le Télégramme.

#### «Festival off»
Six restaurateurs et cafetiers de la place Aristide-Briand (L'Aristide, Eat Sushi, Amy's, Le Carré, Baxo, Le Lodge) s'unissent pour investir un total de 20 000 euros afin d'avoir une scène centrale de 25 m2 surélevée sur un mètre et accueillir environ 2 000 personnes. Ils proposent ainsi tous les soirs des « têtes d'affiche » et « uniquement des groupes celtes », chacune des prestations coûtant entre 600 et 1 500 €. Au niveau des arcades du quai de Rohan, chaque bar propose sa propre programmation, après une concertation collective afin de gérer les horaires de ses concerts en fonction des voisins. Christophe Boutier, patron de l'Indian Café, estime que « la musique est beaucoup plus centrale dans la programmation générale du Off, qui a gagné en notoriété ». Parmi les concerts joués pendant le « festival off », Rolling Stone accorde une mention spéciale à Mask ha gazh « qui a fait danser un pogo apocalyptique à une foule hilare ».

### Autres activités

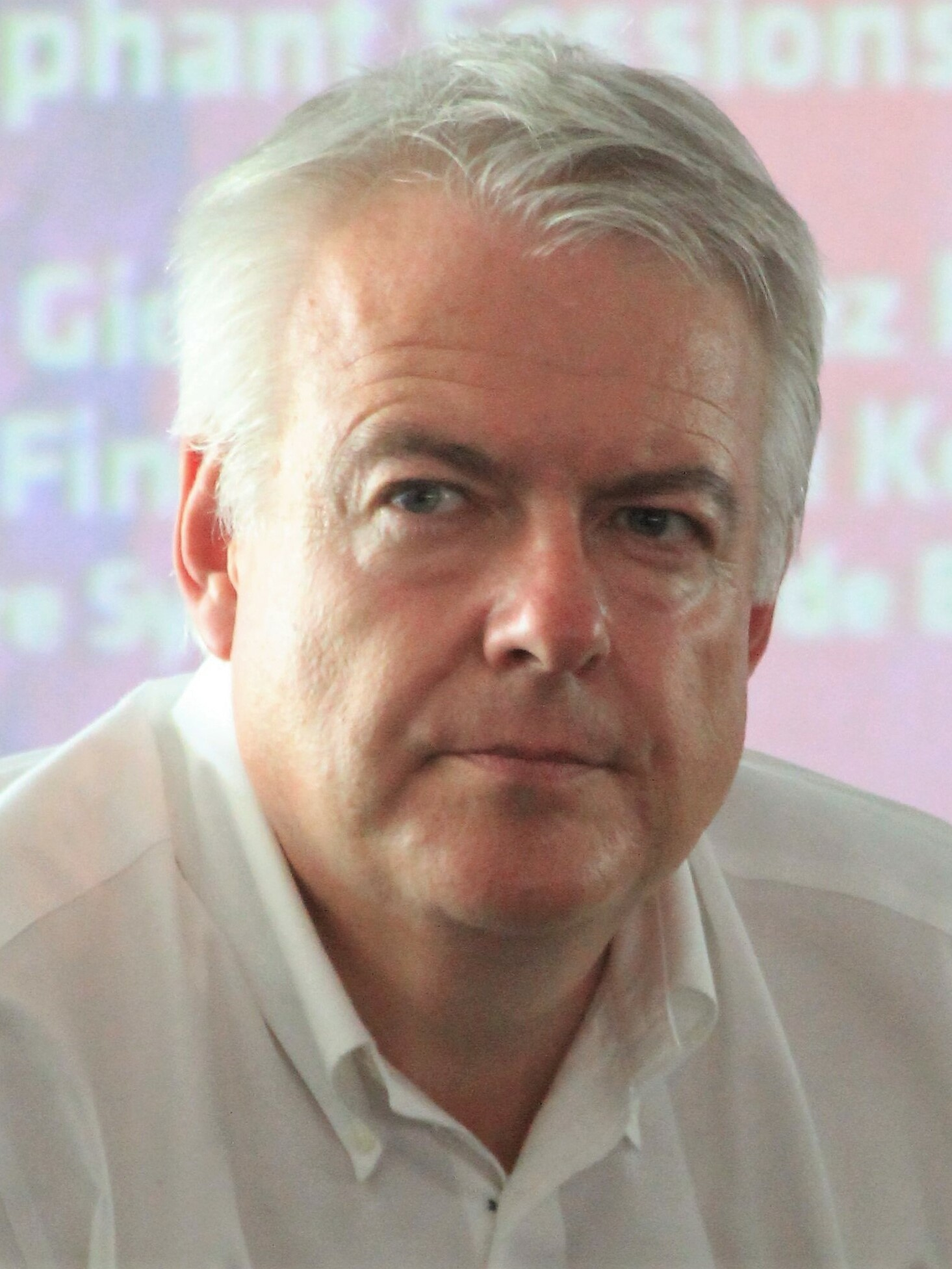
Le Premier ministre gallois Carwyn Jones lors de la conférence du 6 août 2018.

La Poste, pour la quatrième année consécutive, lance dès le 28 juin 2018 un carnet de timbres aux couleurs du Festival interceltique de Lorient tiré à 6 500 exemplaires.
Le festival accueille le Premier ministre du pays de Galles, Carwyn Jones. Il y rencontre Loïg Chesnais-Girard, le président de la région Bretagne, afin d'échanger notamment de la situation de la pratique et de l'apprentissage des langues bretonne et galloise. Il participe également à une conférence le 6 août sur le Brexit, les relations entre la Bretagne et le pays de Galles ou encore la place du pays de Galles en Europe.
Le 4 août au soir, le ministre des Affaires étrangères Jean-Yves Le Drian, ancien maire de Lorient et ancien président de la région Bretagne, est récompensé pour son action de partenariat entre la Bretagne et le pays de Galles et pour son soutien affirmé à la diffusion du Bro Gozh comme hymne de la Bretagne. Le prix lui est remis par le comité Bro Gozh en présence de Carwyn Jones, au théâtre de Lorient.
Une exposition, intitulée Cynefin (qui signifie habitat, habitué ou familier), est consacrée à l'art gallois, à la galerie du Faouëdic du 4 au 12 août. Née d'un partenariat entre le Festival interceltique et les institutions culturelles du Pays de Galles, la Ffotogallery et le festival Eisteddfod, on y trouve des artistes tels que le photographe Mike Perry ou les peintres Elfyn Lewis, Ivor Davies et Gareth Hugh Davies.
La deuxième édition du Championnat d'Europe de football gaélique a également lieu à Lorient durant le festival. Les finales sont jouées le 12 août sur le terrain Annexe A du stade du Moustoir : chez les hommes, la victoire revient à la France face à la Galice tandis que, chez les femmes, les Galiciennes battent les Françaises,. Lisardo Lombardía et Paul Molac, député du Morbihan, remettent les trophées aux vainqueurs à l'issue des deux confrontations.

## Bilan

### Fréquentation
Guy Gestin, président du festival interceltique de Lorient, qualifie cette édition de « réussie ». Les organisateurs du festival communiquent le chiffre de 750 000 à 800 000 festivaliers présents. Plus de 93 500 badges de soutien sont vendus, en progression nette depuis l'édition précédente. Les places de concerts vendues sont, quant à elles, en baisse par rapport à l'année précédente, malgré le fait que plusieurs concerts soient joués à guichets fermés (Yann Tiersen, soirée du pays de Galles, spectacle de danse « Sonj »…) et que d'autres aient affichés presque complet (Catrin Finch et Seckou Keita, Denez Prigent). Les cinq Nuits interceltiques au stade du Moustoir ont été vues par 6 300 à 7 300 spectateurs par soirée alors que Lisardo Lombardía en avait espéré entre 5 000 et 10 000 personnes. Enfin, 70 000 spectateurs ont été dénombrés lors de la Grande Parade, dont 9 500 entrées payantes dans le stade du Moustoir.

### Données économiques
Le bilan comptable de l'édition 2018 est annoncé lors de l'assemblée générale du 11 mai 2019 au centre culturel d'Amzer Nevez à Ploemeur. Avec un excédent de 331 226 € réalisé, le festival enregistre son quatrième exercice positif consécutif. Cela lui permet de combler le déficit cumulé de 580 385 € en 2014 et de disposer de 102 672 € de fonds propres. Par ailleurs, les espaces bars et restauration ont généré plus d'un million d'euros de bénéfices tandis que les retombées économiques du festival sont estimées à plus de 23 millions d'euros.

### Sécurité
Au lendemain du festival, le sous-préfet Pierre Clavreuil fait l'état d'un premier bilan de la sécurité positif avec globalement peu d'incidents notables et de faits de violence,. Ainsi, la police a enregistré 97 plaintes contre 104 lors de l'édition précédente, pour des atteintes aux biens, des dégradations et sept affaires de violence,. Les secours ont dû cependant intervenir davantage pour des blessures, des malaises et des excès d'alcool, prenant ainsi en charge 678 personnes contre 610 ou 611 l'année auparavant. 48 personnes ont dû être évacuées vers le centre hospitalier, soit trois de moins qu'en 2017. Clavreuil pointe du doigt l'intensification de l'alcoolisation des très jeunes (15 à 20 ans) après 2 heures du matin et considère qu'il s'agit d'« un point de préoccupation ». Norbert Métairie, maire de Lorient, relève de son côté « des rassemblements un peu difficiles à canaliser sur l'esplanade du Grand théâtre après 1 h du matin, des comportements délictueux, une cinquantaine de prises en charge par la sécurité chaque nuit… »

### Évolutions annoncées
Le réaménagement du parc Jules-Ferry a entraîné une nouvelle organisation du festival lors de cette édition, et plusieurs évolutions sont envisagées. L'espace central qui réunit les pavillons des nations est jugé insuffisamment mis en valeur, et une évolution de la scénographie et des décors est envisagée pour pallier ce manque. Le développement des activités sur le terrain annexe du stade du Moustoir montre un manque de connexion entre ce site et ceux du parc Jules-Ferry ; Lisardo Lombardía, directeur du festival, plaide alors pour une réutilisation du tente-dôme acquis par le festival en 2011, mais non-réutilisé depuis. La création d'une « maison du festival », permettant au festival d'assurer des activités culturelles tout au long de l'année, est aussi de nouveau mentionnée.
Le maire de Lorient Norbert Métairie pointe plusieurs secteurs à faire évoluer. L'esplanade du Grand théâtre pose des problèmes de canalisation de foule en fin de soirée, et il ouvre la voie à une utilisation de l'esplanade de la Mairie par le festival. Le maire repousse, par ailleurs, l'idée de réduire la durée du festival, car les enjeux économiques s'en ressentiraient et les frais fixes seraient les mêmes.
La pelouse hybride du stade du Moustoir, qui était déjà touchée par un champignon depuis début juillet, se retrouve dans un très mauvais état à l'issue du festival à cause de la canicule et des installations qui ont recouvert le terrain. Le Football Club Lorient doit alors jouer ses premiers matches à domicile à l'extérieur. Le président du club Loïc Féry exprime alors son mécontentement vis-à-vis des collectivités qui ne seraient « pas assez attentives au rôle que joue le FC Lorient », pourtant sixième contribuable du Morbihan et élément important du patrimoine du pays lorientais au même titre que le Festival interceltique. Après huit journées, dont une seule jouée à domicile, il estime que cela leur coûte presque 5 % des revenus du club, avec un coût économique d'environ 300 000 €. Il demande donc à la ville de trouver des solutions pour pallier à l'avenir ce problème de pelouse.